# Warszawska Premiera Literacka
Warszawska Premiera Literacka − nagroda dla książki miesiąca przyznawana od 1985 roku. Organizatorami konkursu są: Miasto Stołeczne Warszawa, Instytut Książki, Biblioteka Publiczna m.st. Warszawy – Biblioteka Główna województwa mazowieckiego, Staromiejski Dom Kultury, Fundacja Kultury Polskiej, Muzeum Literatury im. Adama Mickiewicza oraz Zarząd Okręgu Warszawskiego Stowarzyszenia Księgarzy Polskich.
Wyróżnieniem objęte są pierwsze wydania książek z zakresu literatury pięknej: poezji, prozy (powieść, esej, nowela, pamiętnik, literatura faktu, reportaż), dramatu oraz twórcze przekłady.

## Laureaci

### Wyróżnienia Warszawskiej Premiery Literackiej w roku 1999:
- Lipiec - Agata Tuszyńska. Długie życie gorszycielki. Losy i świat Ireny Krzywickiej. Warszawa : Wydawnictwo „Iskry”, 2007.

### Wyróżnienia Warszawskiej Premiery Literackiej w roku 2000:
- Styczeń - Andrzej Z. Makowiecki. Słownik postaci literackich. Warszawa : Państwowy Instytut Wydawniczy, 2000.
- Luty - Maria i Andrzej Szypowscy. Gdy wchodzisz w progi Katedry. Warszawa : Fundacja Artibus, 1999.
- Marzec - Maria Ginter. Pół wieku wspomnień. Warszawa : „Muza”, 1999.
- Kwiecień - Witold Zalewski. Zwiadowcy światła. Warszawa : „Czytelnik”, 1999.
- Maj - Piotr Siemion. Niskie Łąki. Warszawa : WAB, 2000.
- Czerwiec - Kira Gałczyńska. Zielony Konstanty czyli opowieść o życiu i poezji Konstantego Ildefonsa Gałczyńskiego. Warszawa : „Książka i Wiedza”, 2000.
- Lipiec - Piotr Kuncewicz. Goj patrzy na Żyda: dzieje braterstwa i nienawiści. Od Abrahama po współczesność. Warszawa : „Kopia”, 2000.
- Sierpień - Anna Świderkówna. Rozmowy o Biblii. Warszawa : Wydawnictwo Naukowe PWN, 2000.
- Wrzesień - Wojciech Żukrowski. Czarci tuzin, czyli trzynaście. Warszawa : „Książka i Wiedza”, 2000.
- Październik - Jerzy Jedlicki. Świat zwyrodniały: lęki i wyroki krytyków nowoczesności. Warszawa : „Sic!”, 2000.
- Listopad - Juliusz Wiktor Gomulicki. Aleje czarów: spacery, sekrety, zagadki i zwierzenia. Warszawa : DiG, 2000.
- Grudzień - Andrzej Walicki. Polskie zmagania z wolnością: widziane z boku. Kraków : Towarzystwo Autorów i Wydawców Prac Naukowych „Universitas”, 2000.

### Wyróżnienia Warszawskiej Premiery Literackiej w roku 2001:
- Styczeń - Michał Komar. Trzy. Warszawa : W.A.B, 2000.
- Luty - Jerzy Janicki. Czkawka. Warszawa : „Iskry”, 2000.
- Marzec - Kazimierz Koźniewski. Przekorni. Warszawa : „Iskry”, 2001.
- Kwiecień - Jerzy Lisowski. Antologia Poezji Francuskiej. Warszawa : „Czytelnik”, 2001.
- Maj - Krzysztof Gąsiorowski. Biedne dwunożne mgły. Gdańsk : Tower Press, 2001.
- Czerwiec - Zbigniew Mikołejko. Żywoty świętych poprawione. Warszawa : W.A.B, 2000.
- Lipiec - Zofia Nałkowska. Dzienniki [T.] 6, cz. 3 ; 1945−1954 oprac. wstęp i komentarz Hanna Kirchner. - Warszawa : „Czytelnik”, 2001 [nagroda dla Hanny Kirchner].
- Sierpień - Arnold Mostowicz. Karambole na czerwonym suknie. - Warszawa : Towarzystwo Wydawnicze i Literackie, 2001.
- Wrzesień - Marek Nowakowski: Empire. Warszawa : „Twój Styl”, 2001.
- Październik - Wiesław Budzyński. Schultz pod Kluczem. Wydawnictwo Bertelsmann Media, cop. 2001.
- Listopad - Jarosław Abramow-Newerly. Granica sokoła. Warszawa : „Twój Styl”, 2001.
- Grudzień - Janusz Głowacki. Ostatni cieć. Warszawa : „Czytelnik”, 2001.

### Wyróżnienia Warszawskiej Premiery Literackiej w roku 2002:
- Styczeń - Janusz Danecki. Arabowie. Warszawa : Państwowy Instytut Wydawniczy, 2001.
- Luty - Henryk Sekulski. Przebitka. Olsztyn : Borussia, 2001.
- Marzec - Barbara Lasocka. Aleksander Fredro. Drogi życia. Warszawa : Errata, 2001.
- Kwiecień - Janusz Pietkiewicz. Wizja teatru europejskiego. Warszawa : „Multico” : „Unisono Arts”, 2002.
- Maj - Joanna Siedlecka. Pan od poezji : o Zbigniewie Herbercie. Warszawa : „Prószyński i S-ka”, 2002.
- Czerwiec - Lesław M. Bartelski. Termopile literackie : Polska 1939−1945. Warszawa : „Pax”, 2002.
- Lipiec - Ludmiła Marjańska. Córka bednarza. Warszawa : „Czytelnik”, 2002.
- Sierpień - Olgierd Budrewicz. Byłem wszędzie. Warszawa : „WAiF” ; Wydawnictwo Naukowe PWN, 2002.
- Wrzesień - Andrzej Ziemilski. Znalezione nad jeziorem Wiartel. Warszawa : „Muza”, 2002.
- Październik - Janusz Tazbir. Silva rerum historicarum. Warszawa : „Iskry”, 2002.
- Listopad - Wojciech Jagielski. Modlitwa o deszcz. Warszawa : WAB, 2002.
- Grudzień - Jerzy Ficowski. Regiony wielkiej herezji i okolice : Bruno Schultz i jego mitologia. - Sejny : „Pogranicze”, 2002.

### Wyróżnienia Warszawskiej Premiery Literackiej w roku 2003:
- Styczeń - Włodzimierz Odojewski. Bez tchu. Warszawa : „Rosner i Wspólnicy”, 2002.
- Luty - Roman Loth (zebrał i oprac.). Na rogu świata i nieskończoności: wspomnienia o Franciszku Fiszerze. Warszawa : „Iskry”, cop. 2002.
- Marzec - Hanna Zborowska. Humor w genach. Warszawa : „Kowalska/Stiasny”, 2002.
- Kwiecień - Zygmunt Kałużyński. Pamiętnik orchidei : zapiski ocalonego z XX wieku. Michałów-Grabina : „Latarnik”, 2003.
- Maj - Jan Tarasin. Rzeczy, sytuacje i... Płock : Samizdat Zofii Łoś, 2002.
- Czerwiec - Tomek Tryzna. Idź, kochaj. Warszawa : Jacek Santorski & co, 2003.
- Lipiec - Eugeniusz Kabatc. Vinum sacrum et profanum. Warszawa : „Iskry”, 2003.
- Sierpień - Bogdan Loebl. Złota trąbka. Wałbrzych : „Ruta”, 2003.
- Wrzesień - Wacław Holewiński. Lament nad Babilonem. Warszawa : „Prószyński i S-ka”, 2003.
- Październik - Józef Hen. Mój przyjaciel Król. Warszawa : „Iskry”, 2003.
- Listopad - Anna Piwkowska. Achmatowa czyli kobieta. Warszawa : „Twój Styl”, 2003.
- Grudzień - Nina Andrycz. Bez początku, bez końca. Warszawa : „Książka i Wiedza”, 2003.

### Wyróżnienia Warszawskiej Premiery Literackiej w roku 2004:
- Styczeń - Małgorzata Baranowska. Posłaniec uczuć. Prywatna historia pocztówki. Warszawa : „Twój Styl”, 2003.
- Luty - Wacław Oszajca. Reszta większa od całości. Wiersze 1974–2003 Warszawa : „Iskry”, 2003.
- Marzec - Beata Tyszkiewicz. Nie wszystko na sprzedaż. Warszawa : Studio Marka Łebkowskiego, 2003.
- Kwiecień - Jerzy Żurek. Biała Góra. Warszawa : „Twój Styl”, 2003.
- Maj - Jacek Bocheński. Kaprysy starszego pana. Kraków : Wydawnictwo Literackie, 2004.
- Czerwiec - Eustachy Rylski. Człowiek w cieniu. Warszawa : „Świat Książki”, 2004.
- Lipiec - Hanna Krall. Wyjątkowo długa linia. Kraków : Wydawnictwo a5, 2004.
- Sierpień - Karol Modzelewski. Barbarzyńska Europa. Warszawa : „Iskry”, 2004.
- Wrzesień - Wojciech Jagielski. Wieże z kamienia. Warszawa : W.A.B., 2004.
- Październik - Tomasz Łubieński. Ani tryumf, ani zgon. Szkice o powstaniu warszawskim. Warszawa : Wydawnictwo „Nowy Świat”, 2004.
- Listopad - Ryszard Kapuściński. Podróże z Herodotem. Kraków : „Znak”, 2004.
- Grudzień - Artur Domosławski. Gorączka latynoamerykańska. Warszawa : „Świat Książki”, 2004.

### Wyróżnienia Warszawskiej Premiery Literackiej w roku 2005:
- Styczeń - Olgierd Budrewicz. Przedwczorajsza Warszawa. Olszanica : BOSZ, 2004.
- Luty - Jerzy Janicki. Krakidały. Warszawa : „Iskry”, 2004.
- Marzec - Wacław Holewiński. Przeżyłem wszystkich poetów. Warszawa : „Prószyński i S-ka”, 2004.
- Kwiecień - Piotr Matywiecki. Ta chmura powraca. Kraków : Wydawnictwo Literackie, 2005.
- Maj - Kazimierz Michał Ujazdowski. Żywotność konserwatyzmu. Idee polityczne Adolfa Bocheńskiego. Warszawa : „Iskry”, 2005.
- Czerwiec - Dorota Masłowska. Paw Królowej. Warszawa : „Lampa i Iskra Boża”, 2005.
- Lipiec - Wiesław Budzyński. Miasto Schulza. Warszawa : „Prószyński i S-ka”, 2005 oraz Warszawa Baczyńskiego. Warszawa : „Noir Sur Blanc”, 2004.
- Sierpień - Jarosław Abramow-Newerly. Lwy STS-u. Warszawa : „Rosner i Wspólnicy”, 2005.
- Wrzesień - Zbigniew Mentzel. Wszystkie języki świata. Kraków : „Znak”, 2005.
- Październik - Piotr Kuncewicz. Legenda Europy. Warszawa : Wydawnictwo „Muza”, 2005.
- Listopad - Eustachy Rylski. Warunek. Warszawa : „Świat Książki”, 2005.
- Grudzień - Marek Wawrzkiewicz. Coraz cieńsza nić. Warszawa : Studio EMKA, 2005.

### Wyróżnienia Warszawskiej Premiery Literackiej w roku 2006:
- Styczeń - Barbara Petrozolin-Skowrońska. Król Tatr z Mokotowskiej 8 : portret doktora Tytusa Chałubińskiego. Warszawa : „Iskry”, 2005.
- Luty - Jarosław Mikołajewski. Któraś rano. Izabelin : „Świat Literacki”, 2005.
- Marzec - Edward Redliński. Telefrenia. Warszawa : „Świat Książki - Bertelsmann Media”, 2006.
- Kwiecień - Stanisław Zawiśliński. Kieślowski : ważne, żeby iść... Izabelin : Wydawnictwo „Skorpion”, 2005.
- Maj - Leszek Bugajski. Seks, druk i rock and roll : zapiski z epoki recyklingu. Warszawa : Warszawskie Wydawnictwo Literackie „Muza”, 2006.
- Czerwiec - Hanna Krall. Król kier znów na wylocie. Warszawa : „Świat Książki”, 2006.
- Lipiec - Henryk Bardijewski. Dzikie anioły i inne opowiadania. Warszawa : Państwowy Instytut Wydawniczy, 2006.
- Sierpień - Ludwik Stomma. Polskie złudzenia narodowe. Poznań : „Sens”, 2006
- Wrzesień - Marian Grześczak. Snutki. Warszawa : Spółdzielnia Wydawnicza „Czytelnik”, 2006.
- Październik - Kazimierz Orłoś. Dziewczyna z ganku. Kraków : Wydawnictwo Literackie, 2006.
- Listopad - Wiesław Myśliwski. Traktat o łuskaniu fasoli. Kraków : Społeczny Instytut Wydawniczy „Znak”, 2006.
- Grudzień - Grzegorz Wiśniewski. Leksykon postaci operowych. Kraków : Polskie Wydawnictwo Muzyczne SA, 2006.

### Wyróżnienia Warszawskiej Premiery Literackiej w roku 2007:
- Styczeń - Mariusz Szczygieł. Gottland. Warszawa : Wydawnictwo Czarne, 2006.
- Luty - Michał Jagiełło. Goryczka, słodyczka, czas opowieści. Warszawa : Wydawnictwo Adam Marszałek, 2007.
- Marzec - Erwin Axer. Z pamięci. Warszawa : „Iskry”, 2007.
- Kwiecień - Wacław Holewiński. Droga do Putte. Wydawnictwo Dolnośląskie, 2007.
- Maj - Roman Śliwonik. Dom z wierszy. Toruń : Wydawnictwo Adam Marszałek, 2007.
- Czerwiec - Anna Janko. Dziewczyna z zapałkami. Warszawa : Wydawnictwo „Nowy Świat”, 2007.
- Lipiec - Zdzisław Skrok. Podolska legenda. Powstanie i pogrzeb polskiego Podola. Warszawa : „Iskry”, 2007.
- Sierpień - Anna Piwkowska. Ślad łyżwy. Warszawa : Wydawnictwo Książkowe „Twój Styl”, 2007.
- Wrzesień - Ryszard Marek Groński. Proca Dawida. Kabaret w przedsionku piekieł. Warszawa : „Muza”, 2007.
- Październik - Stefania Grodzieńska. Nie ma z czego się śmiać. Warszawa : Instytut Literacki „Latarnik”, 2007.
- Listopad - Andrzej Biernacki. Abeandry. Warszawa : Biblioteka „Więzi”, 2007.
- Grudzień - Helena Amiradżibi. Książka antykucharska. Warszawa : Wydawnictwo „Trio”, 2007.

### Wyróżnienia Warszawskiej Premiery Literackiej w roku 2008:
- Styczeń - Adriana Szymańska. W podróży. Warszawa : ŁośGraf, 2007.
- Luty - Maria Dernałowicz. Cudze życie. Warszawa : Towarzystwo „Więź”, 2008.
- Marzec - Zbigniew Jerzyna. Zatacza się krąg. Warszawa : Wydawnictwo Adam Marszałek, 2008.
- Kwiecień - Eugeuniusz Kabatc. Czarnoruska kronika trędowatych. Warszawa : „Studio Emka” 2008.
- Maj - Stanisław Milewski. Intymne życie niegdysiejszej Warszawy. Warszawa : „Iskry”, 2008.
- Czerwiec - Teresa Torańska. Jesteśmy - rozstania '68. Warszawa : „Świat Książki” ; Bertelsmann, 2008.
- Lipiec - Marian Grześczak. Nike niosąca blask : rzecz olimpijska. Warszawa : Państwowy Instytut Wydawniczy, 2007.
- Sierpień - Maria Sołtys. Tylko we Lwowie : dzieje życia i działalności Mieczysława i Adama Sołtysów. Wrocław : Ossolineum, 2008.
- Wrzesień - Tomasz Pawłowski, Jarosław Zieliński. Żoliborz. Przewodnik historyczny. Warszawa : „Rosner & Wspólnicy”, 2007.
- Październik - Bożena Gorska. Krzemieńczanin. Warszawa : Muzeum Niepodległości, 2008.
- Listopad - Tadeusz Olszański. Kresy Kresów Stanisławów. Warszawa : „Iskry”, 2008.
- Grudzień - Jacek Dehnel. Balzakiana. Warszawa : W.A.B., 2008.

### Wyróżnienia Warszawskiej Premiery Literackiej w roku 2009:
- Zima - Kira Gałczyńska. Mój anioł ma skrzydło zielone. Warszawa : „Świat Książki”, 2008.
- Wiosna - Małgorzata Szejnert. Wyspa klucz. Kraków : Wydawnictwo „Znak”, 2009.
- Lato - Krystyna Kolińska. Szaniawski. zawsze tajemniczy. Warszawa : Państwowy Instytut Wydawniczy, 2009.
- Jesień - Józef Hen. Dziennik na nowy wiek. Warszawa : Wydawnictwo W.A.B., 2009.

### Wyróżnienia Warszawskiej Premiery Literackiej w roku 2010:
- Styczeń - Aleksandra Olędzka-Frybesowa. Metafizyczni poeci francuscy drugiej połowy XX wieku. Lublin : „Werset”, 2009.
- Luty - Michał Głowiński. Kręgi obcości. Opowieść autobiograficzna. Kraków : Wydawnictwo Literackie, 2010.
- Marzec - Tomasz Stańko i Rafał Księżyk. Desperado. Autobiografia Tomasza Stańki. Kraków : Wydawnictwo Literackie, 2010.
- Kwiecień - Andrzej Walicki. Idee i ludzie. Próba autobiografii. Warszawa : Instytut Historii Polskiej Akademii Nauk : Oficyna Wydawnicza ASPRA-JR, 2010.
- Maj - Paweł Goźliński. Jul. Wołowiec : Wydawnictwo Czarne, 2010.
- Czerwiec - Leszek Biały. Źródło Mamerkusa. Warszawa : Wydawnictwo „Nowy Świat”, 2010.
- Lipiec - Marek Radziwon. Iwaszkiewicz. Pisarz po katastrofie. Warszawa : Wydawnictwo W.A.B., 2010.
- Sierpień - Jolanta Kozak za przekład książki Philipa Rotha. Duch wychodzi. Warszawa : Spółdzielnia Wydawnicza „Czytelnik”, 2010. Robert Sudoł za przekład książki Cormaca McCarthy’ego. Krwawy południk. Kraków : Wydawnictwo Literackie, 2010.
- Wrzesień - Antoni Kroh. Starorzecza. Warszawa : Wydawnictwo „Iskry”, 2010.
- Październik - Włodzimierz Pessel. Antropologia nieczystości. Studia z kultury sanitarnej Warszawy. Warszawa : Wydawnictwo „Trio”, 2010.
- Listopad - Joanna Mueller. Stratygrafie. Wrocław : Biuro Literackie, 2010.
- Grudzień - Mariusz Szczygieł. Zrób sobie raj. Wołowiec : Wydawnictwo Czarne, 2010.

### Wyróżnienia Warszawskiej Premiery Literackiej w roku 2011:
- Styczeń - Jarosław Marek Rymkiewicz. Samuel Zborowski. Warszawa : Wydawnictwo „Sic!”, 2010.
- Luty - Dariusz Czaja. Gdzieś dalej, gdzie indziej. Wołowiec : Wydawnictwo Czarne, 2010.
- Marzec - Piotr Jagielski. Bird żyje. Warszawa : Wydawnictwo Nisza, 2010.
- Kwiecień - Jan Gondowicz. Pan tu nie stał. Warszawa : Wydawnictwo Nisza, 2011.
- Maj - Jacek Moskwa. Droga Karola Wojtyły. Warszawa : „Świat Książki”, 2011.
- Listopad - Marek Bieńczyk. Książka twarzy. Warszawa : „Świat Książki”, 2011[3].

### Tytuł Książki 25-lecia Warszawskiej Premiery Literackiej:
- Słownik mitów i tradycji kultury Władysława Kopalińskiego. Warszawa : Państwowy Instytut Wydawniczy, 1985.
- Imperium Ryszarda Kapuścińskiego. Warszawa : „Czytelnik”, 1993.
- Encyklopedia Warszawy pod red. Bartłomieja Kaczorowskiego. Warszawa : Wydawnictwo Naukowe PWN, 1994.
- Mój przyjaciel król Józefa Hena. Warszawa : „Iskry”, 2003.

### Wyróżnienia Warszawskiej Premiery Literackiej w roku 2013:
- Październik - Julia Hartwig. Zapisane. Kraków : Wydawnictwo a5, 2013[4].

### Wyróżnienia Warszawskiej Premiery Literackiej w roku 2015:
- Czerwiec - Jerzy Radziwiłłowicz. za przekład sztuk Moliera. Tartuffe, Don Juan, Mizantrop, Kraków : Wydawnictwo „Znak”, 2015.

### Wyróżnienia Warszawskiej Premiery Literackiej w roku 2016:
- Lipiec - Piotr Jagielski. Legia mistrzów. Warszawa : „Prószyński i S-ka”, 2016[5].
- Wrzesień - Leszek Szaruga. Trochę inne historie. Warszawa : Wydawnictwo Convivo, 2016[6].

### Wyróżnienia Warszawskiej Premiery Literackiej w roku 2017:
- Lipiec - Jakub Żulczyk. Wzgórze psów. Warszawa : „Świat Książki”, 2017[7].
- Grudzień - Paweł Sołtys. Mikrotyki. Wołowiec : Wydawnictwo Czarne, 2017[8].

### Wyróżnienia Warszawskiej Premiery Literackiej w roku 2018:
- Styczeń - Janusz Majcherek, Tomasz Mościcki. Kryptonim „Dziady” Teatr Narodowy 1967–1968. Warszawa : Wydawnictwo Bellona, 2017[9].
- Maj - Edward Pałłasz. Na własną nutę. Warszawa : Wydawnictwo „Iskry”, 2018[10].
- Lipiec - Dorota Masłowska. Inni ludzie. Kraków : Wydawnictwo Literackie, 2018.
- Październik - Wiesław Myśliwski. Ucho igielne. Kraków : Wydawnictwo „Znak”, 2018[11].

### Wyróżnienia Warszawskiej Premiery Literackiej w roku 2019:
- Styczeń - Stefan Szczepłek. Szkoła falenicka, Wydawnictwo Literackie. 2018[12].
- Lipiec - Arkadiusz Szaraniec. Warszawa dzika. Warszawa : Wydawnictwo „Iskry”, 2019[13].
- Listopad - Magdalena Grochowska. W czasach szaleństwa. Warszawa: Wydawnictwo Agora, 2019[14].

Źródło:.